# Simo Valakari
Simo Johannes Valakari (Helsinki, 28 aprile 1973) è un allenatore di calcio ed ex calciatore finlandese, di ruolo centrocampista, tecnico del St. Johnstone.

## Biografia
È il padre di Onni Valakari, calciatore professionista.

## Carriera

### Giocatore

#### Club
Valakari inizia la sua carriera da professionista nel Kontu, prima di trasferirsi, nel 1995, al FinnPa e, successivamente, al Motherwell, squadra della massima divisione scozzese. Dopo quattro stagioni passate in Scozia arriva un nuovo trasferimento, che questa volta lo porta in Inghilterra al Derby County in Premier League, dove rimane per altrettante stagioni prima di cambiare nuovamente Stato e passare al Dallas in MLS. All'età di 34 anni Valakari decide quindi di tornare in Finlandia, dove conclude la carriera nelle file del TPS nel 2009.

#### Nazionale
Durante la sua lunga carriera Valakari è diventato un convocato abituale della Nazionale finlandese, per la quale ha giocato 32 volte senza però mai andare a segno.

### Allenatore
Dopo il ritiro Valakari si è dedicato alla carriera di allenatore, e dopo l'inizio all'Abo IFK, è stato allenatore delle giovanili dello SJK dal 2012 all'inizio del 2017, portando la squadra in massima serie e alla vittoria della Veikkausliiga nella stagione 2015, nonché alla vittoria della Suomen Cup 2016 e della Liigacup 2014.
Il 12 luglio 2017 è stato nominato nuovo allenatore del Tromsø, a cui si è legato con un contratto valido fino al termine della stagione in corso. Il 15 settembre successivo ha prolungato l'accordo con il club, fino al 31 dicembre 2020.

## Palmarès

### Allenatore

#### Competizioni nazionali
- Veikkausliiga: 1

SJK: 2015
- Suomen Cup: 2

SJK: 2016
KuPS: 2022
- Liigacup: 1

SJK: 2014
- 1. divisjon: 1

Tromsø: 2020